# 전태규
전태규(全太奎, 1984년 2월 13일~)는 대한민국의 은퇴한 스타크래프트 프로게이머, 프로게임단 코치이다. ZeuS라는 아이디를 사용하였으며, 종족은 프로토스이다. 별명은 세리머니 토스, 안문숙 토스로 알려져있다.
또한 최근 따규햅번이라는 유튜브채널을 열고 있다.

## 어린 시절과 e스포츠 경력
1999년 하반기부터 프로게이머 활동을 시작하였으며, 2001년 상반기 KOR에 입단하였다. 초기에는 주목받지 못했으나, 2002년 하반기부터 방송대회에서 두각을 나타내기 시작했다. 특히 2003년부터 2004년에 걸쳐서는 양대 방송대회에서 4강, 결승까지 진출하며 전성기를 맞았다.
프로토스로서 테란전, 저그전에 모두 강한 것으로 유명했지만, 같은 프로토스전에서는 매우 약한 모습을 보여 왔다. 전성기 시절에도 개인리그에서 프로토스에게 져서 탈락하는 경우가 많았다.
2008년 12월 하이트 스파키즈의 코치로 전향하며 은퇴하였다.
2010년 10월 하이트 스파키즈가 CJ 엔투스에 흡수 합병되면서 하이트 엔투스(현 CJ 엔투스) 소속이 되었다.
2011년 9월, 해병대로 입대하여 복무하였고, 2013년 6월 전역하였다.

## 인터넷 방성인 경력
2014년 아프리카TV에서 개인방송 활동 중이다.(따규햅번)

## 개인사
2014년 8월 중순 아프리카TV 전 BJ 햅번(김효린)과 결혼하였고 같은 해 12월 3일에 아들 전유찬을 얻었다.

## 수상

### 개인 경력
메이저 개인리그 준우승 1회
- 1999년 12월 PKO SBS 왕중왕전 8강
- 2000년 1월 고수넷배 랭킹결정전 1위
- 2000년 3월 베틀탑 고등부 1위
- 2000년 6월 Game-Q Challger League 3위
- 2000년 10월 프리챌배 온게임넷 스타리그 24강
- 2000년 11월 CNGL 동계리그 4위
- 2001년 10월 KPGA투어 10월 8강
- 2001년 10월 제1회 WCG 16강
- 2001년 12월 ITV신인왕전 3위
- 2002년 5월 ghemTV 1차 스타리그 4위
- 2002년 7월 ITV 팀배틀 최강전 우승
- 2002년 9월 2002 Pepsi Twist배 KPGA 투어 3차리그 6강
- 2002년 9월 ghemTV 2차 스타리그 3위
- 2002년 12월 2002 스타우트 & 배스킨라빈스배 KPGA TOUR 4차리그 6강
- 2003년 5월 올림푸스배 온게임넷 스타리그 16강
- 2003년 7월 Stout MSL 3위
- 2003년 9월 TG 삼보 MSL 16강
- 2003년 10월 마이큐브배 온게임넷 스타리그 8강
- 2004년 3월 NHN한게임배 온게임넷 스타리그 '03~04' 준우승 (1:3 강민)
- 2004년 6월 스프리스 MSL 16강
- 2004년 8월 질레트 스타리그 2004 8강
- 2005년 6월 우주닷컴 MSL 8강
- 2005년 10월 CYON MSL 16강
- 2014년 1월 픽스 9차 소닉 스타리그 32강
- 2014년 12월 스베누 10차 소닉 스타리그 32강
- 2015년 5월 스베누 스타리그 시즌 2 챌린지 24강

### 코치
- 2009년 7월 신한은행 프로리그 08~09 6강
- 2009년 8월 경남-STX컵 마스터즈 2009 3위